# Obina
Manuel de Brito Filho (ur. 31 stycznia 1983) – brazylijski piłkarz występujący na pozycji napastnika.

## Kariera klubowa
Od 2002 roku występował w klubach Vitória, Fluminense de Feira Futebol Clube, CRB, Ittihad, CR Flamengo, SE Palmeiras, Atlético Mineiro, Shandong Luneng Taishan, EC Bahia, América i Matsumoto Yamaga FC.